# Jiu Jitsu (película)
Jiu Jitsu es una película de artes marciales de ciencia ficción estadounidense de 2020 dirigida por Dimitri Logothetis, quien coescribió el guion con James McGrath. Se basa en el cómic homónimo de 2017 de Logothetis y McGrath. Está protagonizada por Alain Moussi, Frank Grillo, JuJu Chan, Tony Jaa y Nicolas Cage. Fue un fracaso de taquilla, recaudando menos de 100 000 dólares frente a un presupuesto de 25 millones de dólares, y fue duramente criticada.

## Argumento
Un maestro de jiu jitsu se niega a luchar contra una criatura alienígena que pone en peligro el futuro de la humanidad. Herido y sufriendo de amnesia, es capturado por un equipo militar que no sabe cómo luchar contra la criatura.

## Reparto
- Alain Moussi como Jake Barnes.[11]
- Frank Grillo como Harrigan.[12]
- Nicolas Cage como Wylie.[11]
- JuJu Chan como Carmen.[12]
- Tony Jaa como Keung.[12]
- Marrese Crump como Forbes.
- Ryan Tarran como Brax.
- June Sasitorn como June.
- Dan Rizutto como Franz.
- Rigan Machado como Víctor.
- Rick Yune como Capitán Sand.[12]
- Marie Avgeropoulos como Myra.[12]
- Jack Kingsley como Héctor.
- Eddie Steeples como Tex.

## Producción
En marzo de 2019 se anunció que Cage y Alain Moussi fueron elegidos para la película.
El rodaje tuvo lugar en junio de 2019 en Chipre e incluyó un vistazo a los antiguos templos de Bagan en Birmania.

## Lanzamiento
Jiu Jitsu fue lanzado el 20 de noviembre de 2020 por The Avenue Entertainment. En su fin de semana de debut, la película fue el octavo título más alquilado en Apple TV y el noveno en FandangoNow.

## Recepción
En Rotten Tomatoes, la película tiene un índice de aprobación del 28% basado en 46 reseñas, con una calificación promedio de 3.8/10 . El consenso crítico del sitio web dice: «Jiu Jitsu enfrenta a una antigua orden de guerreros contra una invasión alienígena; sin embargo, a pesar de esa premisa atractiva y extraña y un elenco que incluye a Nicolas Cage y Tony Jaa, es la audiencia la que pierde». En Metacritic, la película tiene una puntuación media ponderada de 28 sobre 100, basada en las críticas de 11 críticos, lo que indica «críticas generalmente desfavorables».
Simon Abrams de RogerEbert.com le otorgó a la película una estrella y media. John DeFore de The Hollywood Reporter le dio a la película una crítica negativa, señalando que «tiene toda la acción apenas motivada y los elementos de ciencia ficción de un videojuego mediocre y, bueno, al menos un poco del valor dramático». Tambay Obenson de IndieWire calificó la película con una D. Jeffrey M. Anderson de Common Sense Media le dio a la película dos estrellas de cinco. Steven Scaife de Slant Magazine le otorgó a la película una estrella y media de cuatro. Chris Bumbray de JoBlo.com le dio a la película un 5 sobre 10.
Fortress of Solitude elogió la película describiéndola como: «Una película camp llena de acción, al estilo de los años 90, que se trata puramente de entretenimiento». Flyckering Myth también tuvo una reacción positiva, Tom Joliffe escribió que: «Con un elenco estelar, peleas ininterrumpidas y una dirección elegante, esto demuestra ser un throwback agradable que complacerá a los fanáticos del género». Polygon calificó la película como «extremadamente satisfactoria». Dan Jackson de Thrillist le dio a la película una crítica positiva, escribiendo: «Afortunadamente, Jiu Jitsu logra captar los aspectos más importantes de una película basura como esta».
Darren Murray de Martial Arts Actions Cinema calificó la película con 3 de 5. Brent McKnight en Giant Freakin Robot también le dio a la película una calificación positiva.
Rob Hunter, de Film School Rejects, promocionó la película de forma positiva, señalando que «[...] si bien no incluye jiu-jitsu... ofrece a los espectadores mucha acción y algunas emociones divertidas».
Kristy Puchko de IGN le dio 6 de 10 y escribió: «Jiu Jitsu se siente como una película profundamente de 2020 en el sentido de que es un aluvión de opciones WTF que te golpean sin piedad hasta que cedes y te dejas llevar o simplemente te vuelves loco. O, bueno, tal vez ambas cosas». También cuestionó algunas de las opciones de diseño visual de la película, como el uso de paneles de cómics animados y un esquema de colores saturados. J. Hurtado de Screen Anarchy reseñó la película negativamente, calificándola de «un desastre de película adicta al Adderall que intenta satisfacer una necesidad de acción gonzo que se podría satisfacer mejor con una lista de reproducción de videos de demostración de acrobacias en YouTube».
Jiu Jitsu tuvo una recaudación mundial acumulada de 99 924 dólares, frente a un presupuesto de 25 millones de dólares.

## Futuro y demanda
En 2021, Logothetis anunció que no regresaría a Chipre para filmar las secuelas planeadas de la película ni su próxima película Man of War. Él y los productores de la película anunciaron su decisión de retirarse completamente de Chipre, declarando su intención de emprender acciones legales contra el gobierno chipriota debido al continuo impago de casi 8 millones de euros que el gobierno debe a los inversores de la película según los términos de su contrato. Jiu Jitsu se realizó bajo el plan de reembolso en efectivo lanzado por la Agencia de Promoción de Inversiones de Chipre (CIPA). Los productores dijeron que un informe del auditor general de Chipre, Odysseas Michaelides, sobre la CIPA en general y Jiu Jitsu era completamente falso, ignorante de cómo funcionan esos esquemas y potencialmente difamatorio.
Uno de los productores de la película, Chris Economides, calificó al gobierno de «incompetente» y culpable de un «trágico fracaso» que ha provocado que los cineastas se vean «atrapados en mezquinas políticas locales». Explicó que esto provocaría que los productores se vayan a otros lugares, ya que planes similares funcionan en toda Europa. Dijo: «Lo que significa para Logothetis irse incluye los 120 millones de dólares que había acordado traer a Chipre para hacer otras tres películas. Incluye Man of War, que tiene un presupuesto de 37 millones de dólares, y Jiu Jitsu 2, que podría costar otros 24 millones de dólares». También mencionó su creencia de que el fondo de inversión checo de 600 millones de dólares detrás de Jiu Jitsu, que también respaldó otras cinco películas al mismo tiempo, «seguramente no volverá aquí después de todo lo que ha sucedido».
Economides dijo que no veía al auditor general Michaelides como deshonesto sino simplemente desinformado, afirmando: «[Michaelides] recién comenzó a interesarse en el sector en 2019, debido al plan. Llevo en este negocio 40 años». Señaló especialmente la injusticia de que Michaelides señalara erróneamente supuestas irregularidades sin pedir primero una explicación, así como «exceder su competencia para convertirse en crítico de cine general» al examinar la taquilla de la película y la recepción crítica a pesar del hecho de que estos son irrelevantes para el plan de reembolso. Los productores también publicaron una declaración que muestra que el gobierno en realidad puede ganar aproximadamente 960 000 euros con Jiu Jitsu cuando el dinero del reembolso (suponiendo que la película gane dinero) se suma a los impuestos directos e indirectos que puede recaudar de la contribución de la película a la economía local.
Economides también dijo que Man of War estaba «listo para iniciar» y que se habían firmado contratos con equipos locales que ahora habían perdido sus empleos, y que ya se habían encontrado ubicaciones en el área de Nicosia que también harían las veces de California. El continuo impago, sumado al informe del auditor general, llevó al banco local que estaba prestando dinero basado en el reembolso a cancelar el acuerdo y afirmar que el plan no parecía confiable. Logothetis dijo: «Ya no puedo hacer la película [en Chipre]. No voy a hacer Man of War aquí. La llevaré a otro lado. [...] Si no pagas a tiempo y no tratas bien a un productor, se irá. Y entonces ganas. Todo el mundo quiere ganar una discusión — Bien, ganaste la discusión. Vamos a llevarnos nuestra película, tomaremos nuestro dinero y nos iremos a otro lado. Gracias».